# Ładja Kazań
Ładja Kazań – rosyjski klub szachowy z siedzibą w Kazaniu, dwukrotny mistrz Rosji, trzykrotny mistrz Rosji kobiet.

## Historia
Klub został powołany przez powstałą w 1998 roku fundację Ładja-1000, która została później przekształcona w szachową federację Tatarstanu. Zespół w 2000 roku awansował do Priemjer-Ligi. W swoim inauguracyjnym sezonie w pierwszej lidze rosyjskiej Ładja zajęła siódme miejsce. W 2002 roku klub zdobył mistrzostwo kraju. W tym samym roku zespół zadebiutował w Pucharze Europy, zarówno w edycji open, jak i kobiecej. W rozgrywkach open klub zajął siódmą pozycję, natomiast szachistki uzyskały drugie miejsce, ulegając jedynie BAS Belgrad. W sezonie 2003 zespół obronił męskie mistrzostwo kraju, triumfował również w klasyfikacji kobiet. Zespół zajął ponadto piąte miejsce w Pucharze Europy (z m.in. Garrim Kasparowem w składzie) oraz trzecie w rozgrywkach kobiet. Rok później Ładja Kazań została sklasyfikowana na trzecim miejscu w europejskich rozgrywkach w obu kategoriach. W sezonie 2005 zespół zajął trzecie miejsce w Priemjer-Lidze, za Tomskiem-400 i Maksem Wienem Jekaterynburg. Ponadto w latach 2005–2006 Ładja uczestniczyła wyłącznie w męskiej edycji Pucharu Europy, zajmując w 2005 roku szesnaste miejsce w klasyfikacji. W sezonie 2006 Pucharu Europy rosyjski klub wygrał z Leidsch SG, ŠK Široki Brijeg, Bausetem Pardubice, Ashdod City Club i Clichy-Echecs 92 oraz zremisował z Tomskiem-400 i Urałem Jekaterynburg, zajmując drugie miejsce w końcowej klasyfikacji, za Tomskiem-400. W sezonie 2007 drużyna kobieca zdobyła drugie mistrzostwo kraju, a w Pucharze Europy zajęła dziesiąte miejsce.
W 2008 roku Ładja wycofała się z rozgrywek Priemjer-Ligi. Powodem było wstrzymanie finansowania klubu przez władze Tatarstanu, które przywrócono w 2011 roku. W 2012 roku do najwyższej ligi powróciła drużyna kobiet, zdobywając wówczas mistrzostwo kraju. Męska drużyna również od 2012 roku ponownie rywalizowała w Priemjer-Lidze, wówczas pod nazwą Nieżmietdinow-CSDJuSSzOR, a rok później jako Kazań-2013. W 2014 roku zespół wrócił do nazwy „Ładja”. W tym samym roku po kilkuletniej przerwie klub powrócił do rywalizacji w Pucharze Europy, zajmując ósmą pozycję w klasyfikacji open i szóstą w klasyfikacji kobiet. Dwa lata później zespół uzyskał w tych zawodach odpowiednio jedenaste i szóste miejsce. W 2023 roku klub nie przystąpił do najwyższej klasy rozgrywkowej.

## Zawodnicy
Zawodnikami klubu byli m.in.:

- Karina Ambarcumowa[32]
- Władisław Artiemjew[33]
- Ekaterina Atalık[32]
- Suat Atalık[34]
- Wołodymyr Bakłan[35]
- Jewgienij Bariejew[36]
- Wiktor Bołogan[37]
- Ildar Chajrullin[38]
- Aleksandr Chalifman[39]
- Andriej Charłow[40]
- Ramił Chasangatin[36]
- Żamsaran Cydypow[41]
- Daria Czaroczkina[42]
- Tamara Czistiakowa[43]
- Aleksiej Driejew[33]
- Andriej Drygałow[44]
- Baadur Dżobawa[38]
- Walerij Filippow[36]
- Alisa Gallamowa[37]
- Walentina Gunina[42]
- Wladimir Hakopian[35]
- Inna Haponenko[45]
- Ildar Ibragimow[38]
- Artjom Iljin[46]
- Walerij Jandemirow[40]
- Gata Kamski[34]
- Rustam Kasimdjanov[47]
- Garri Kasparow[11]
- Nadieżda Kosincewa[42]
- Julija Maszinskaja[48]
- Swietłana Matwiejewa[49]
- Wiera Niebolsina[50]
- Teymur Rəcəbov[47]
- Siergiej Rublewski[40]
- Ilja Smirin[37]
- Piotr Swidler[51]
- Tatjana Szadrina[48]
- Sandugacz Szajdullina[52]
- Artiom Timofiejew[40]
- Andrij Wołokitin[33]
- Jelena Zajac[52]
- Anna Zatonskih[32]
- Olga Zimina[48]
- Natalija Żukowa[42]